# Regra de boukólos
A regra de boukólos é uma regra fonológica da língua protoindo-europeia (PIE). Ela diz que uma oclusiva labiovelar (*kʷ, *gʷ, *gʷʰ) torna-se uma oclusiva velar simples (*k, *g, *gʰ) quando próxima à vogal *u ou sua glide correspondente *w. A regra foi nomeada seguindo o exemplo da palavra em grego antigo βουκόλος (boukólos; cf. grego micênico qo-u-ko-ro /gʷou̯kolos) "vaqueiro, condutor de bois", derivada do termo em PIE *gʷou-kolos <*gʷou-kʷolos. O segundo elemento constituinte dessa palavra era originalmente *-kʷolos, como pode ser visto pelo vocábulo grego análogo αἰπόλος (aipólos), "condutor de cabras", derivado de *ai(ǵ)-kʷolos. A mesma forma dissimulada *gʷou-kolos é a ancestral do termo protocelta *bou-koli-, a origem do termo galês bugail (o qual, por sua vez, deveria ter -b- em lugar de -g- se fosse derivado de uma forma primitiva contendo *-kʷ-).
Outro exemplo pode ser o termo grego para negação οὐκ[ί] (ouk[í]), que Warren Cowgill interpretou como derivado da forma pré-grega *ojukid <*(ne) h₂oju kʷid, significando aproximadamente "(não) em sua vida". Sem a regra de boukólos, o resultado esperado seria *οὐτ[ί] (out[í]).
A regra também é encontrada em germânico, principalmente em verbos, onde as labiovelares foram deslabializadas pelo -u- epentético inserido antes de soantes silábicas:
- Alto-alemão antigo queman ("vir"), particípio passado cuman ("vindo"), do protogermânico *kwemaną e *kumanaz
- Gótico saiƕan, alto-alemão antigo sehan ("ver"), pretérito plural sāgun ("viram"), do protogermânico *sehwaną e *sēgun (com -g- resultante de um -k- primitivo, por meio da Lei de Verner).